# Подтурн (Рогашка Слатина)
Подтурн (словен. Podturn) — поселення в общині Рогашка Слатина, Савинський регіон, Словенія. Висота над рівнем моря: 271,3 м.